# USS Sennet (SS-408)
USS Sennet (SS-408) là một  tàu ngầm lớp Balao được Hải quân Hoa Kỳ chế tạo trong Chiến tranh Thế giới thứ hai. Nó là chiếc tàu chiến duy nhất của Hải quân Hoa Kỳ được đặt cái tên này, theo tên loài cá nhồng phương bắc. Nó đã phục vụ trong giai đoạn cuối của Thế Chiến II, thực hiện được bốn chuyến tuần tra, đánh chìm bảy tàu Nhật Bản với tổng tải trọng 17.726 tấn. Sau khi xung đột chấm dứt, nó tiếp tục phục vụ trong giai đoạn Chiến tranh Lạnh cho đến năm 1968. Con tàu cuối cùng bị bán để tháo dỡ vào năm 1973. Sennet được tặng thưởng bốn Ngôi sao Chiến trận do thành tích phục vụ trong Thế Chiến II.

## Thiết kế và chế tạo
Thiết kế của lớp Balao được cải tiến dựa trên  tàu ngầm lớp Gato dẫn trước, là một kiểu tàu ngầm hạm đội có tốc độ trên mặt nước cao, tầm hoạt động xa và vũ khí mạnh để tháp tùng hạm đội chiến trận. Khác biệt chính so với lớp Gato là ở cấu trúc lườn chịu áp lực bên trong dày hơn, và sử dụng thép có độ đàn hồi cao (HTS: High-Tensile Steel), cho phép lặn sâu hơn đến 400 ft (120 m). Con tàu dài 311 ft 9 in (95,02 m) và có trọng lượng choán nước 1.526 tấn Anh (1.550 t) khi nổi và 2.424 tấn Anh (2.463 t) khi lặn. Chúng trang bị động cơ diesel dẫn động máy phát điện để cung cấp điện năng cho bốn động cơ điện, đạt được công suất 5.400 shp (4.000 kW) khi nổi và 2.740 shp (2.040 kW) khi lặn, cho phép đạt tốc độ tối đa 20,25 hải lý trên giờ (37,50 km/h) và 8,75 hải lý trên giờ (16,21 km/h) tương ứng. Tầm xa hoạt động là 11.000 hải lý (20.000 km) khi đi trên mặt nước ở tốc độ 10 hải lý trên giờ (19 km/h) và có thể hoạt động kéo dài đến 75 ngày.
Tương tự như lớp Gato dẫn trước, lớp Balao được trang bị mười ống phóng ngư lôi 21 in (530 mm), gồm sáu ống trước mũi và bốn ống phía phía đuôi tàu, chúng mang theo tối đa 24 quả ngư lôi. Vũ khí trên boong tàu gồm một hải pháo 4 inch/50 caliber, một khẩu pháo phòng không Bofors 40 mm nòng đơn và một khẩu đội Oerlikon 20 mm nòng đôi, kèm theo hai súng máy .50 caliber. Trên tháp chỉ huy, ngoài hai kính tiềm vọng, nó còn trang bị ăn-ten radar SD phòng không và SJ dò tìm mặt biển. Tiện nghi cho thủy thủ đoàn bao gồm điều hòa không khí, thực phẩm trữ lạnh, máy lọc nước, máy giặt và giường ngủ cho hầu hết mọi người, giúp họ chịu đựng cái nóng nhiệt đới tại Thái Bình Dương cùng những chuyến tuần tra kéo dài đến hai tháng rưỡi.
Sennet được đặt lườn tại Xưởng hải quân Portsmouth ở Kittery, Maine vào ngày 8 tháng 3, 1944. Nó được hạ thủy vào ngày 6 tháng 6, 1944, được đỡ đầu bởi bà Roscoe W. Downs, và được cho nhập biên chế cùng Hải quân Hoa Kỳ vào ngày 22 tháng 8, 1944 dưới quyền chỉ huy của Hạm trưởng, Trung tá Hải quân George Egbert Porter Jr.

## Lịch sử hoạt động

### 1944
Sau khi hoàn tất việc trang bị vào ngày 18 tháng 9, 1944, Sennet tiến hành chạy thử máy huấn luyện tại các vùng biển ngoài khơi New London, Connecticut và Newport, Rhode Island cho đến ngày 22 tháng 10, rồi lên đường vào ngày 11 tháng 11 để đi sang khu vực Mặt trận Thái Bình Dương. Nó băng qua kênh đào Panama và tiếp tục huấn luyện ngoài khơi Balboa, Panama cho đến ngày 29 tháng 11 trước khi tiếp tục hành trình, đi đến Trân Châu Cảng vào ngày 16 tháng 12. Tại đây vũ khí trên boong được tăng cường lên tổng cộng hai hải pháo 5 inch/25 caliber, hai pháo phỏng không Bofors 40mm và ba súng máy Browning M2.

### 1945

#### Chuyến tuần tra thứ nhất
Khởi hành từ Trân Châu Cảng vào ngày 5 tháng 1, 1945 cho chuyến tuần tra đầu tiên trong chiến tranh, Sennet hoạt động tại khu vực phía Bắc quần đảo Bonin cho đến ngày 28 tháng 1. Nó đã tấn công một tàu chở dầu lớn được ba tàu hộ tống bảo vệ vào ngày 21 tháng 1 nhưng không có kết quả. Sang tuần lễ tiếp theo nó đánh chìm một tàu tuần tra 500 tấn và gây hư hại cho một chiếc khác.

#### Chuyến tuần tra thứ hai
Sau khi được tái trang bị tại Saipan từ ngày 31 tháng 1 đến ngày 7 tháng 2, Sennet lên đường cho chuyến tuần tra thứ hai ngoài khơi phía Nam đảo Honshū, Nhật Bản. Vào ngày 13 tháng 2, nó phối hợp cùng các tàu ngầm Haddock (SS-231) và Lagarto (SS-371) đánh chìm hai tàu tuần tra 300 tấn bằng hải pháo. Ba ngày sau đó, nó tấn công tàu rải mìn Nariu bằng một loạt ngư lôi từ các ống phóng phía đuôi, rồi lặn xuống độ sâu 200 foot (60 m) để né tránh phản công từ tàu hộ tống và máy bay tuần tra đối phương. Hai quả ngư lôi trúng đích đã khiến Nariu (720 tấn) đắm tại tọa độ 32°10′B 135°54′Đ / 32,167°B 135,9°Đ. Nó kết thúc chuyến tuần tra khi quay trở về căn cứ tại Apra Harbor, Guam vào ngày 9 tháng 3, nơi nó được bảo trì cặp bên mạn tàu tiếp liệu tàu ngầm Apollo (AS-25) cho đến ngày 2 tháng 4.

#### Chuyến tuần tra thứ ba
Trong chuyến tuần tra thứ ba từ ngày 3 tháng 4 đến ngày 16 tháng 5, Sennet tiếp tục hoạt động tại khu vực ngoài khơi Honshū. Vào ngày 16 tháng 4, đang khi di chuyển trên mặt nước, nó hai lần bị các tàu tuần tra đối phương phóng ngư lôi tấn công nhưng né tránh được. Ba ngày sau đó, nó phóng ngư lôi đánh chìm tàu chở hàng Hagane Maru (1.901 tấn) tại tọa độ 33°35′B 135°23′Đ / 33,583°B 135,383°Đ. Đến ngày 22 tháng 4, mọi nỗ lực nhằm cứu vớt một phi công P-51 Mustang bị bắn rơi gần tàu đã thất bại khi anh ta bị dòng nước cuốn đi mất tích.
Sang ngày 28 tháng 4, ngoài khơi eo biển Kii, Sennet tấn công một tàu rải cáp với hai quả ngư lôi Mark 18 vận hành bằng điện; cả hai quả đều trúng đích lúc 07 giờ 32 phút nhưng Hatshima (1.564 tấn) chưa chìm ngay. Sennet tấn công thêm hai đợt nữa với bốn quả ngư lôi Mark 14 nhưng đều bị trượt, còn Hatshima chỉ đắm hơn một giờ sau đó tại tọa độ 33°55′B 136°18′Đ / 33,917°B 136,3°Đ. Đợt phản công của các tàu tuần tra không có hiệu quả. Vào ngày 1 tháng 5, chiếc tàu ngầm tìm cách tấn công một tàu khu trục lớp Asashio với loạt năm quả ngư lôi Mark 14, nhưng đối phương đã cơ động né tránh được. Nó kết thúc chuyến tuần tra khi quay trở về căn cứ Trân Châu Cảng.

#### Chuyến tuần tra thứ tư
Chuyến tuần tra cuối cùng trong chiến tranh nhưng thành công nhất của Sennet diễn ra từ ngày 1 tháng 7 đến ngày 9 tháng 8 trong vùng biển Nhật Bản. Vào ngày 28 tháng 7, nó đã lần lượt đánh chìm tàu chở hàng Unkai Maru số 15 (1.208 tấn) tại tọa độ 39°53′B 139°43′Đ / 39,883°B 139,717°Đ, tàu chở hàng Hagikawa Maru (2.995 tấn) tại tọa độ 40°17′B 139°50′Đ / 40,283°B 139,833°Đ, và tàu chở dầu Hakuei Maru (2.863 tấn) tại tọa độ 39°53′B 139°43′Đ / 39,883°B 139,717°Đ. Hai ngày sau đó, nó còn đánh chìm thêm tàu chở hành khách Yuzan Maru (6.039 tấn) tại tọa độ 42°36′B 139°48′Đ / 42,6°B 139,8°Đ.

### 1945 – 1954
Sau khi chiến tranh kết thúc, Sennet được điều về Hạm đội Đại Tây Dương và hoạt động từ cảng nhà tại Căn cứ Tàu ngầm Hải quân New London. Sang tháng 6, 1946, nó được điều động sang Hải đội Tàu ngầm 6 đặt căn cứ tại Balboa, Panama. Từ ngày 10 tháng 12, 1946 đến ngày 13 tháng 3, 1947, con tàu tham gia Chiến dịch Highjump, chuyến thám hiểm Nam Cực thứ ba của Chuẩn đô đốc Richard E. Byrd, nơi nó lần đầu tiên sử dụng sonar dưới lớp băng, đặt nền tảng cho hoạt động tàu ngầm tại các vùng cực.
Đến năm 1949, Sennet lại được điều về căn cứ Key West, Florida để hoạt động cùng Hải đội Tàu ngầm 12, nơi nó hoạt động huấn luyện và thực hành chống tàu ngầm tại khu vực Key West và tại vịnh Guantánamo, Cuba. Tại Xưởng hải quân Philadelphia vào năm 1951, con tàu được trang bị ống hơi trong khuôn khổ Chương trình Công suất đẩy dưới nước lớn hơn (GUPPY), giúp cải thiện đáng kể tốc độ lặn dưới nước và tầm xa hoạt động.

### 1954 – 1973
Vào ngày 4 tháng 11, 1954, Sennet rời Key West cho lượt phục vụ đầu tiên cùng Đệ Lục hạm đội tại Địa Trung Hải. Khi quay trở về vào ngày 30 tháng 1, 1955, nó tiếp tục hoạt động huấn luyện tại chỗ và tập trận hạm đội. Vào ngày 1 tháng 8, 1959, con tàu được điều động sang Hải đội Tàu ngầm 4 và đặt căn cứ tại Charleston,South Carolina, nơi nó hoạt động cùng Hạm đội Đai Tây Dương trong suốt chín năm tiếp theo dọc vùng bờ Đông, vùng biển Caribe và khu vực Đai Tây Dương.
Đến tháng 11, 1968, Sennet được xem là không còn phù hợp để tiếp tục phục vụ. Nó được cho xuất biên chế đồng thời tên rút khỏi danh sách Đăng bạ Hải quân vào ngày 2 tháng 12, 1968. Con tàu sau cùng bị bán cho hãng Southern Scrap Material Co. Ltd. tại New Orleans, Louisiana để tháo dỡ vào ngày 18 tháng 5, 1973.

## Phần thưởng
Sennet được tặng thưởng bốnNgôi sao Chiến trận do thành tích phục vụ trong Thế Chiến II. Nó được ghi công đã đánh chìm bảy tàu Nhật Bản với tổng tải trọng 17.726 tấn.
|  | Bronze star · Bronze star · Bronze star · Bronze star |  |
|  |                                                       |  |

| Dãi băng Hoạt động Tác chiến            | Huân chương Chiến dịch Châu Á-Thái Bình Dương với 4 Ngôi sao Chiến trận | Huân chương Chiến thắng Thế Chiến II |
| Huân chương Phục vụ Chiếm đóng Hải quân | Huân chương Phục vụ Phòng vệ Quốc gia                                   | Huân chương Phục vụ Nam Cực          |